# اللغة الأمهرية

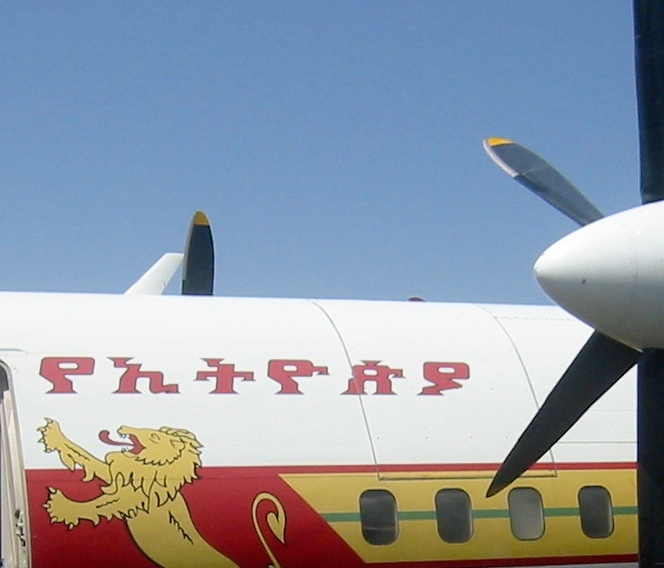
الخط الأمهري

الأمْهَرِيَّةُ (بالأمْهَرية: አማርኛ، وتُنطق آمَارِنْيَا) أو الأمْهَرِيَّةُ لغة إثيوبيا الرسمية، وهي لغة سامية تتبع المجموعة الجنوبية الغربية ويتحدث بها سكان إثيوبيا، لكن أثرت عليها لغات كوشية كثيرا. اللغة الأمهرية هي ثاني أكثر اللغات السامية انتشاراً بعد العربية، وهي لغة العمل الرسمية في إثيوبيا، وفي عدة ولايات ضمن النظام الفيدرالي الإثيوبي؛ هي لغة الجيش الإثيوبي والكنيسة الأرثوذكسية الإثيوبية التوحيدية، وهي لغة لحوالي2.7 مليون مهاجر خارج إثيوبيا. اللغة الامهرية لها نظام كتابة خاص بها وهو الفِدَل الأمهري ፊደል fidel الذي يتحدر من الأبوغيدا الجعزي አቡጊዳ abugida. [بحاجة لمصدر]

## قواعد الأمهرية
القواعد والنحو باللغة الأمهرية يجعلك قادراً على تغيير تركيبة الجملة والمفردات حتى تحصل على كلمات أخرى وجمل مختلفة بسهولة. هذه الأمثلة هي الأكثر أهمية في الأمهرية بحيث إنها تغير معنى الجمل والكلمات. سوف نبدأ بحروف الجر:
و: ʾəna 		تحت: bätačə
قبل: bäfitə 		بعد: bähala
داخل: bäwəsət'ə 		خارج: wəč'ə
مع: kä garə 		لكن: nägärə gənə
ل: lä 		من: kä
إلى: lä 		في: wəsət'ə
أدوات الاستفهام التي تستعمل عند السؤال:
ماذا؟: mənə? 		من؟: manə?
كيف؟: ʾənədetə? 		لماذا؟: lämənə?
أين؟: yätə?
أحوال الزمان والمكان:
أبدا: bäfəs'umə 		نادرا: ʾäləfo ʾäləfo
بعض الأحيان: ʾänədanədə gize 		عادة: huləgize
دائما: huləgize 		كثير: bät'amə
الضمائر الشخصية في اللغة الأمهرية:
أنا: ʾəne 		أنت: ʾänətä
هو: ʾəsu 		هي: ʾəሷ
نحن: ʾəña 		هم: ʾənäsu
صيغة الملكية التي تستعمل عند التعبير عن ملكية الأشياء:
ي: yäʾəne 		ك: yäʾänətä
ه: yäʾəsu 		ها: yäʾəሷ
نا: yäʾəña 		هم: yäʾənäsu

## علماء اهتموا بدراسة الأمهرية
اهتم عدد من العلماء الأوروبيين بدراسة اللغة الأمهرية خاصة العالم وولف ليسالو الذي ألف عدداً كبيراً من المراجع العلمية عن اللغة الأمهرية بلهجاتها المختلفة، كما كتب عن الكلمات المستلفة من اللغة العربية والعبرية في اللغة الأمهرية ويعتبر مرجعاً أساسياً في اللغة الأمهرية ومعظم اللغات السامية الإثيوبية وقد أهلته جهوده من الفوز بجائزة هايلا سيلاسي للدراسات الإثيوبية كثاني شخص في العالم يفوز بها بعد العالم المتخصص أيضاً باللغة الأمهرية مارسيل كوهين